# Скотт, Элизабет
Элизабет Уитворт Скотт (20 сентября 1898 — 19 июня 1972) — британский архитектор, которая спроектировала Королевский Шекспировский театр в Стратфорде-на-Эйвоне, Англия. Это было первое важное общественное здание в Великобритании, спроектированное женщиной-архитектором.

## Ранняя жизнь
Скотт родилась в Борнмуте, Англия. Она была одной из десяти детей Бернарда Скотта, по профессии хирург. Она была двоюродной племянницей архитекторов Джорджа Гилберта Скотта и Джорджа Фредерика Бодли и двоюродной сестрой Джайлса Гилберта Скотта, который является архитектором Ливерпульского собора.

## Карьера
Началась карьера Скотт у архитекторов Дэвида Нивена и Герберта Вигглсворта, которые специализировались на скандинавском стиле. В дальнейшем, она стала помощником Луи де Суассон, прогрессивный архитектор работал в современном стиле для нового города — сада в Welwyn, Хартфордшир, и модернистской Оливер Хилл.

### Мемориальный театр Шекспира
В 1927 году был объявлен конкурс на замену сгоревшего Шекспировского мемориального театра, и в нем участвовала Скотт с уверенностью в своих силах, взятых из теоретических основ Архитектурной школы. В то время, когда она работала у Мориса Честертона в Хэмпстеде и Лондоне, Честертон согласился наблюдать за ее предложениями по осуществимости проекта. Морис Честертон был двоюродным братом публициста А. К. Честертона. Дочь Мориса Честертона Элизабет Честертон в последнем интервью призналась, о том что она верит, что заявка, выполненная при поддержке Честертона, на участие в конкурсе была умышлено представлена под именем Скотт, хотя сам Честертон отрицал свое участие в успешном замысле. Скотт помогали в подготовке заявки Элисон Сани и Джон Чиен Шепард. После победы в конкурсе, в котором против семидесяти одной другой заявки, четыре заявителя сформировали товарищество, чтобы подготовить подробные планы проекта и контроль строительства.
Реакция на замысел Скотт была неоднозначной. Газета «The Manchester Guardian» предположил, что хотя дизайн отражал цель задумку, его объем в маленьком городке был поразительным. Газета «Times» не согласилась с критикой, отметив, насколько хорошо здание может приспособиться к очертаниям реки и ландшафту. Сэр Эдвард Элгар, которому тогда было 75 лет, должен был стать новым музыкальным руководителем театра. После посещения здания он так разозлился на Скотт, не приняв ее видение дизайна, что отказывался заходить внутрь. Драматург Джордж Бернард Шоу был твердым сторонником замысла Скотта как единственного, демонстрировавшего театральный смысл. Скотт сама признавала, что дизайн здания не скрывает его функциональность.
Большая часть критики была направлена на внешнюю форму здания. Работая над проектом, Скотт использовала театральных консультантов — Уильяма Бриджеса-Адамса, Барри Джексона и театрального художника Нормана Уилкинсона. Однако отсутствие у здания внешнего убранства было одной из особенностей, которые были отмечены в специальном выпуске «Модернистского архитектурного обозрения» в июне 1932 года.
С сегодняшней точки зрения театр, теперь называемый Королевским театром Шекспира, считается национально значимым зданием, представляющим лучший современный муниципальный стиль архитектуры.

### Поздняя карьера
Скотт присоединилась к партнерству с Джоном Брэкуэллом. Когда Джон Шепард и Элисон Слайли поженились, появилось профессиональное партнерство «Скотт, Шепард и Брейквелл». Ни один из их последующих проектов партнерства не имел известности, хотя их работа 1938 года над зданием Фосетта в колледже Ньюнхэм, Кембридж заслуживает внимания. В послевоенный период Скотт вернулась в Борнмут, работая с Рональдом Филлипсом и партнерами. В 1960-х годах она присоединилась к государственной службе, работая в архитектурном отделе Борнмутского городского округа над такими проектами, как новый павильон и театр на пирсе Борнмута. Эти относительно простые проекты не отражали ранний талант Скотт, в значительной степени забытая, она была не способна реализовать ранние планы. Она вышла на пенсию в 1968 году.

## Феминизм
В 1924 году Скотт начала свою карьеру. В то время не было выдающихся женщин-архитекторов, и выбор ее проекта по реконструкции Мемориального театра Шекспира после того, как он был разрушен пожаром, был достигнут только благодаря ее успеху в международном конкурсе. Ее достижения и решение нанимать, где возможно, женщин-архитекторов для оказания ей помощи в разработке дизайна в Стратфорде, сыграли важную роль в открытии этой профессии для женщин. Скотт не была откровенной феминисткой. Она была отождествлена с прогрессивным движением, опровергающим традиционные представления о женщинах и профессиях. Вовлекая женщин в свои дизайнерские проекты, она способствовала более широкому принятию женщин в профессии. Больше всего на свете ей не нравилось, когда ее называли «женщиной-архитектором», а не просто архитектором. Элизабет Скотт была сороптимисткой и активным членом Сороптимистского организации Борнмута.

## Семья
В 1936 году Элизабет Скотт вышла замуж за Джорджа Ричардса. Она умерла в Борнмуте 19 июня 1972 года.

## Британский паспорт
В ноябре 2015 года было объявлено, что Элизабет Скотт станет одной из двух британских женщин, (другая — Ада Лавлейс) которые будут изображены на новом британском паспорте, который будет выдаваться в течение 5 лет.